# Pirol
Pirol je heterociklično aromatično organsko jedinjenje. To je petočlani prsten sa formulom 44. On je bezbojna isparljiva tečnost koja potamni nakon izlaganja vazduhu. Supstituisani derivati se takođe nazivaju pirolima, npr., N-metilpirol, . Porfobilinogen, trisupstituisani pirol, je biosintetički prekurzor mnogih prirodnih proizvoda kao što je hem.

## Osobine
Pirol ima veoma nisku baznost u poređenju sa konvencionalnim aminima i nekim drugim aromatičnim jedinjenjima kao što je piridin. Ova umanjena baznost je posledica delokalizacije slobodnog para elektrona atoma azota u aromatičnom prstenu. Pirol je veoma slaba baza sa  vrednošću od oko −4. Protonacija dovodi do gubitka aromatičnosti, i stoga nije spontana.
Kao i mnogi drugi amini, pirol potamni pri izlaganju vazduhu i svetlosti, i neohodno je da se destiliše neposredno pre upotrebe.

## Sinteza
Pirol se industrijski priprema tretmanom furana sa amonijakom u prisustvu čvrstog kiselog katalizatora.
Jedan sintetički put pirola je dekarboksilacija amonijum mukata, amonijumove soli galaktozne kiseline. So se tipično zagreva pod destilacionom uslovima sa glicerolom kao rastvaračom.

### Supstituisani piroli
Mnogi metodi postoje za organsku sintezu derivata piola. Klasične „imenovane reakcije“ su Knorova sinteza pirola, Hantzschova sinteza pirola, i Pal-Knorova sinteza.
Početni materijali Piloti-Robinsonove sinteze pirola su 2 ekvivalenta aldehida i hidrazin. Proizvod je pirol sa specifičnim supstituentima u pozicijama 3 i 4. Aldehid reaguje sa diaminom da formira intermedijar di-imin (R–C=N−N=C–R), koji sa hlorovodoničnom kiselinom zatvara prsten i gubi amonijak.
U jednoj modifikaciji, propionaldehid se tretira prvo sa hidrazinom, a onda sa benzoil hloridom na visokim temperaturama i uz pomoć mikrotalasnog ozračivanja:
U drugom stupnju, dolazi do [3,3]sigmatropne reakcije između dva intermedijara.
Pirol može da bude polimerizovan u polipirol.

## Reaktivnost
proton pirola je umereno kiseo sa  vrednošću od 16.5. Pirol se može deprotonovati sa jakim bazama kao što je butil litijum i natrijum hidrid. Rezultujući alkalni pirolid je nukleofilan. Treatiranje te konjugovane base sa elektrofilima kao što je metil jodid daje N-metilpirol.
Rezonantni oblici pirola daju uvid u reaktivnost ovog jedinjenja. Poput furana i tiofena, pirol je reaktivniji od benzena u elektrofilnoj aromatičnoj supstituciji, jer ima sposobnost stabilizacije pozitivno naelektrisanih karbokatjonskih intermedijara.
Pirol podleže elektrofilnoj aromatičnoj supstituciji predominantno u 2 i 5 pozicijama. Dve takve reakcije od posebnog značaja za formiranje funkcionalizovanih pirola su Manichova reakcija i Vilsmeier-Hakova reakcija, obe od kojih su kompatibilne sa mnoštvom pirolnih supstrata.

## Literatura
- Armarego, Wilfred, L.F.; Chai, Christina L.L. (2003). Purification of Laboratory Chemicals (5th изд.). Elsevier. стр. 346. ISBN 9780750675710.
- Loudon, Marc G. (2002). „Chemistry of Naphthalene and the Aromatic Heterocycles.”. Organic Chemistry (Fourth изд.). New York: Oxford University Press. стр. 1135-1136. ISBN 978-0-19-511999-2.

## Spoljašnje veze
- Sinteza pirola
- Supstituticioni reakcioni mehanizam azotnih heteroaromatika